# Ujeździec
Ujeździec (deutsch: Geseß, auch Gesäß, schlesisch Gesaaße) ist ein Ort in der Stadt- und Landgemeinde Paczków im Powjat Nyski der Woiwodschaft Opole in Polen.

## Geographie
Das Angerdorf Ujeździec liegt etwa fünf Kilometer südöstlich von Paczków (Patschkau), 27 Kilometer südwestlich von Nysa (Neisse) und 83 Kilometer südwestlich von Opole (Oppeln) am Czerwony Potok (Fuchswinkler Wasser).
Nachbarorte sind im Norden Stary Paczków (Alt Patschkau), im Osten Wilamowa (Alt-Wilmsdorf), im Osten Trzeboszowice (Schwammelwitz), im Südosten Dziewiętlice (Heinersdorf), im Südwesten Lisie Kąty (Fuchswinkel) und im Nordwesten Unikowice (Heinzendorf).

## Geschichte

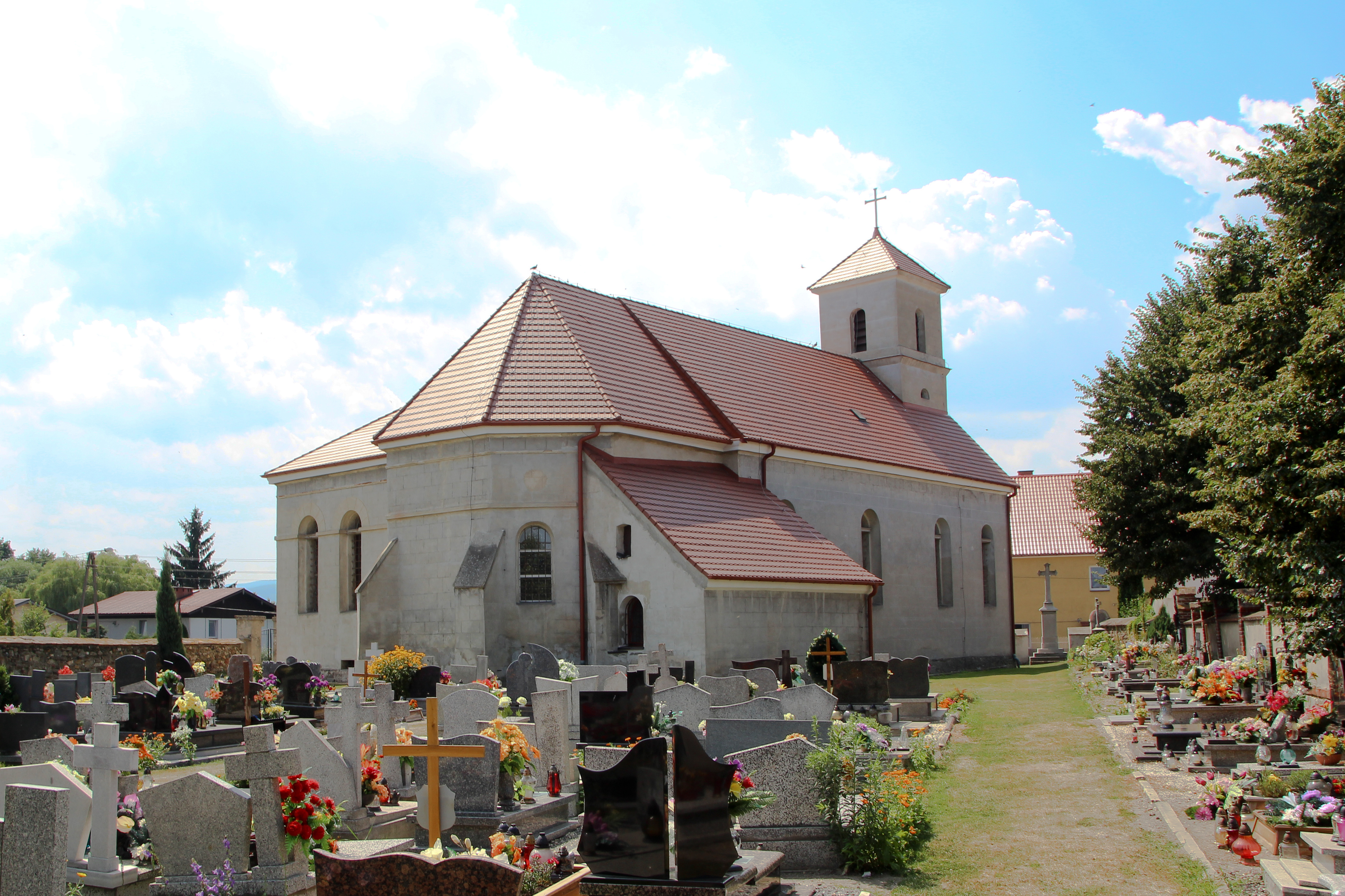
Pfarrkirche der hl. Katharina von Alexandrien

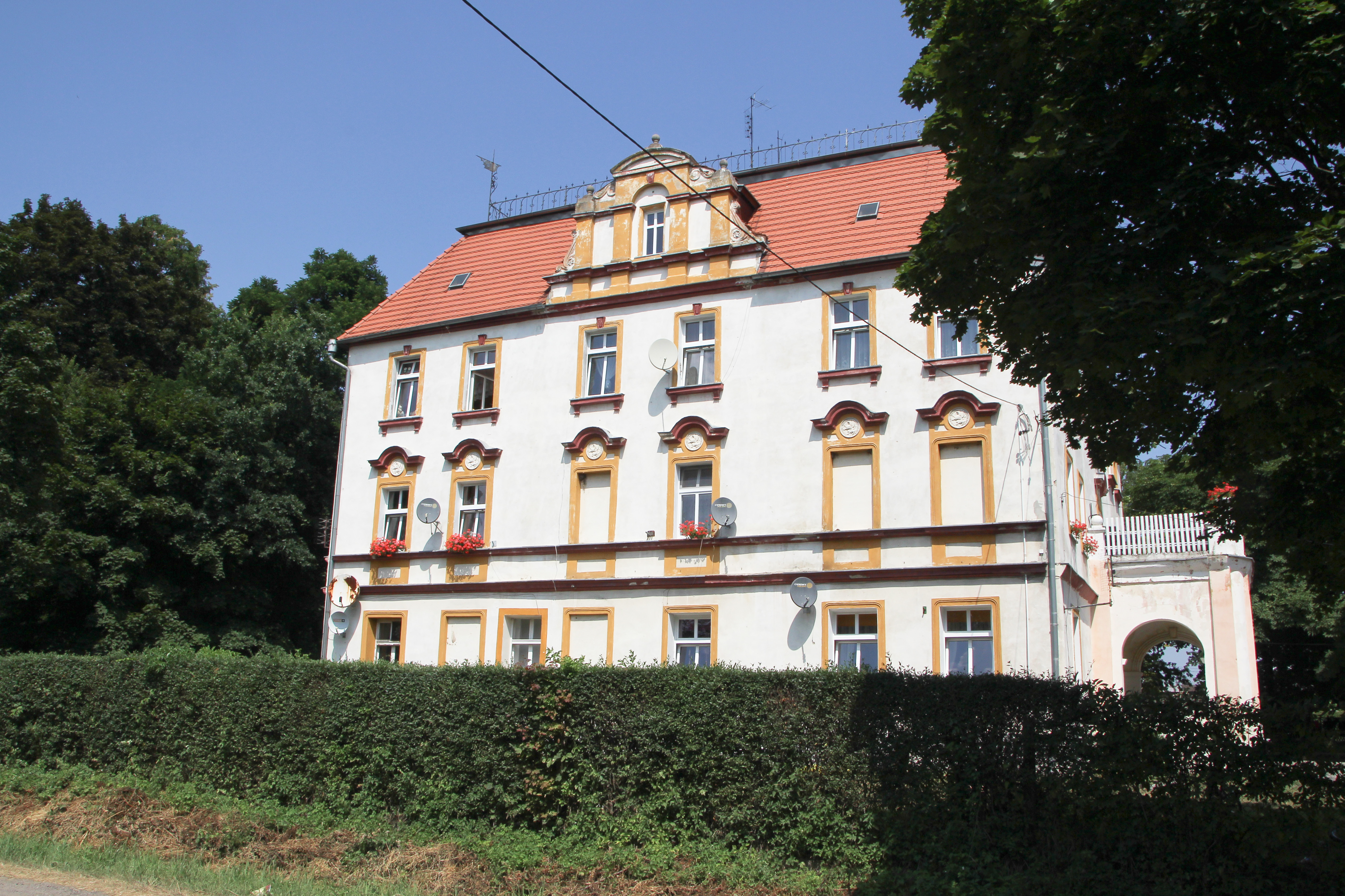
Schloss Geseß

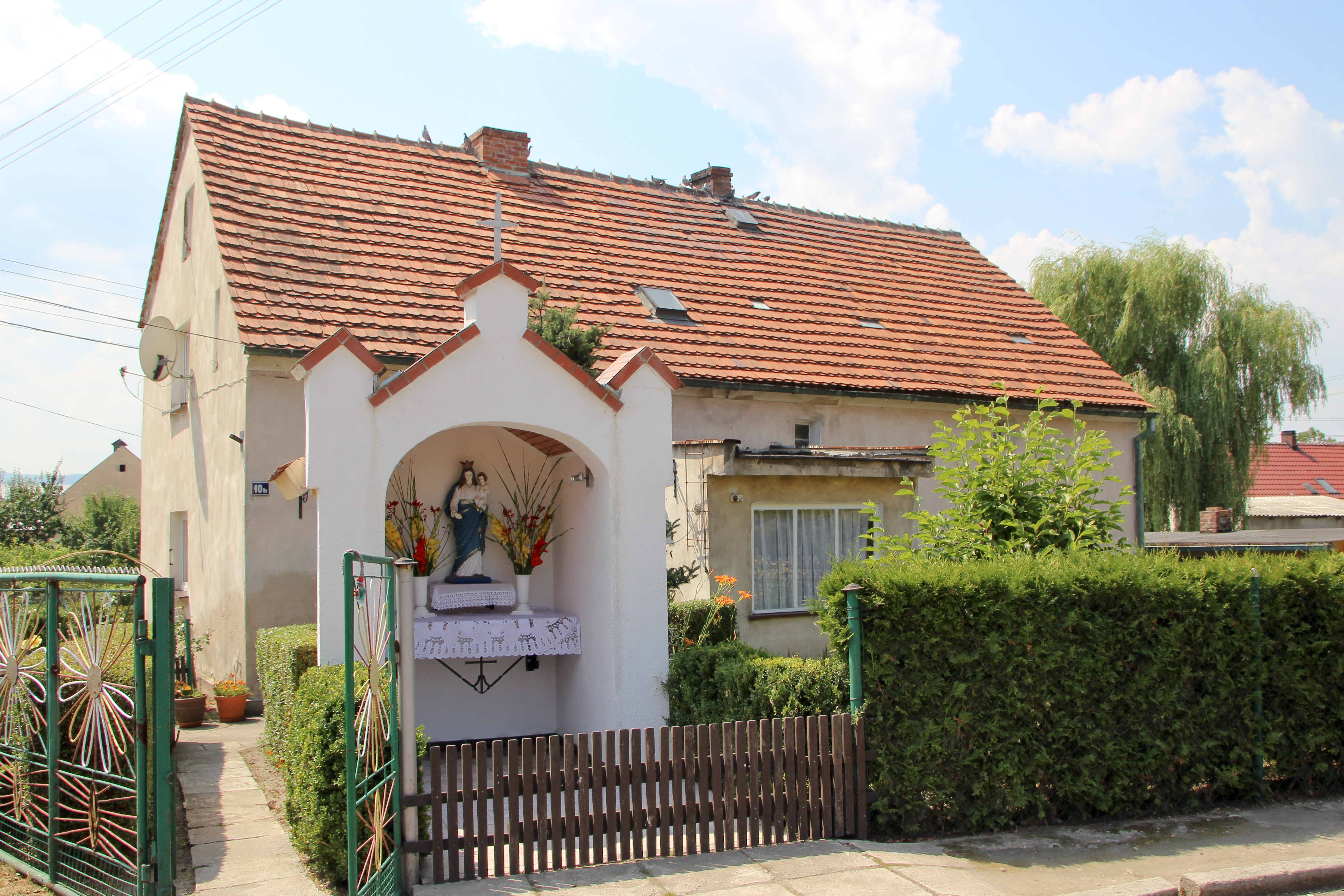
Wegekapelle

Der Ort wurde erstmals in einer Urkunde von 1291 als Geseze erwähnt. 1292 erfolgte eine Erwähnung als Vyeszez. Für das Jahr 1296 ist die Ortsbezeichnung Vyesezec bei Patschkau überliefert. 1310 wird der Ort als Gezes erwähnt und zählte eine Schenke und eine Mühle mit zwei Rädern. Kurz vor 1416 war eine Pfarrkirche (Patrozinium St. Katharina) erbaut worden. In Geseß gibt es ein Schloss der Familie Jerin, das 1444 als fester Platz im Bistum Breslau genannt wird. Seine Keller und das untere Mauerwerk stammen vermutlich aus dem 13. Jahrhundert. 1579 war das Dorf im Besitz von Hans und Sigmund Schetligk und besaß zwei Vorwerke.
Eine Schule bestand in Geseß bereits seit 1690. Nach dem Ersten Schlesischen Krieg 1742 gelangte Geseß mit dem größten Teil Schlesiens an Preußen.
Nach der Säkularisation des Fürstentums Neisse 1810 wurde die weltliche Herrschaft der Breslauer Bischöfe beendet. Mit der Neugliederung Schlesiens 1813 wurde Geseß, das bis dahin zum Regierungsbezirk Breslau gehörte, dem oberschlesischen Regierungsbezirk Oppeln eingegliedert. Ab 1816 gehörte es zum neu errichteten Landkreis Neisse, mit dem es bis 1945 verbunden blieb. 1828 brannte die Kirche ab und wurde 1834/36 neu erbaut. 1845 bestanden im Dorf eine katholische Kirche, eine katholische Schule, zwei Vorwerke, ein Schloss, eine Mühle sowie 89 weitere Häuser. Im gleichen Jahr lebten in Geseß 606 Menschen, davon sechs evangelisch. 1855 lebten 610 Menschen in Geseß. 1865 bestanden im Ort eine Scholtisei, eine 12 Bauern-, 27 Gärtnerstellen und 25 Häuslerstellen sowie eine Gastwirtschaft, zwei Wassermühle und zwei Webstühle. Zusammen mit den Landgemeinden Alt-Wilmsdorf und Alt Patschkau sowie den gleichnamigen Gutsbezirken gehörte Alt Patschkau ab 1874 zum Amtsbezirk Geseß. 1885 zählte Geseß 485 Einwohner. Das zweistöckige Schulhaus stammt aus dem Jahr 1898.
Im Jahre 1925 besuchten 103 Kinder die dreiklassige Schule. 1933 lebten in Geseß 553 Menschen. Im Dorf gab es 1937 einen Bäcker, ein Baugeschäft, einen Friseur, einen Gasthof, eine Mühle, eine Schmiede, drei Schuhmacher, einen Tischler, einen Gemischtwarenladen und eine Elektrizitätsgenossenschaft. 1939 zählte Geseß 576 Menschen.
Als Folge des Zweiten Weltkriegs fiel Geseß 1945 an Polen, wurde in Ujeździec umbenannt und der Woiwodschaft Schlesien angeschlossen. Die deutsche Bevölkerung wurde vertrieben. 1950 wurde es in die Woiwodschaft Oppeln eingegliedert. 1999 kam es zum wiederbegründeten Powiat Nyski.

### Einwohnerentwicklung
- 1784: 343 Einwohner, 55 Stellen
- 1845: 606 Einwohner, 80 Häuser
- 1895: 577 Einwohner, 85 Häuser, 136 Haushalte
- 1939: 574 Einwohner, 133 Haushalte[9]

## Sehenswürdigkeiten
- Die römisch-katholische Katharinenkirche (poln. Kościół św. Katarzyny) wurde 1834 erbaut. Der Vorgängerbau brannte 1828 nieder. Ein erster Kirchenbau im Ort entstand bereits im Jahr 1416. Das Gebäude wurde 2010 unter Denkmalschutz gestellt.[10]
- Das Schloss Geseß entstand um 1595 im Auftrag des Breslauer Fürstbischofs Andreas von Jerin im Stil der Renaissance. Es wurde zu Beginn des 19. Jahrhunderts erweitert und 1877 im Stil des Eklektizismus umgebaut. Die Fassade erhielt Ornamente im Stil des Neobarocks, des Neoklassizismus und der Neogotik. Das Gebäude besitzt einen rechteckigen Grundriss, drei Geschosse und ein Walmdach mit dekorativen Gauben.[11] Das Gebäude wurde 1965 unter Denkmalschutz gestellt.[10]
- Steinerne Wegekapelle aus Backstein mit Jesusstatue
- Steinerne Wegekapelle mit Marienstatue
- Steinerne Wegekapelle mit Jesusdarstellung
- Steinernes Wegekreuz

## Vereine
- Freiwillige Feuerwehr OPS Ujeździec
- Fußballverein LZS Ujeździec

## Persönlichkeiten
- Konstantin von Jerin (1838–1924), Landrat und preußischer Politiker
- Karl Klings (1867–1940), Schriftsteller und Mundartdichter. Er hat die typische schlesische Mundart von Patschkau und Umgebung festgehalten.
- Gerhard Olschowy (1915–2002), Landschaftsplaner und Naturschutzfachmann